# إلونا ستالر
إيلونا ستالر (بالمجرية: Staller Ilona Anna) (من مواليد 26 نوفمبر 1951)، والمعروفة باسمها المسرحي سيسيولينا، هي سياسية ومغنية وعارضة وممثلة إباحية سابقة مجرية-إيطالية. شغلت منصب عضو في البرلمان الإيطالي في الفترة من سنة 1987 حتى سنة 1992.

## النشأة
ولدت في بودابست عاصمة المجر، والدها ترك عائلته عندما كانت صغيرة ، ونشأت في كنف والدتها وزوج الأم. بدأت سيسيولينا عملها كعارضة أزياء سنة 1964، مع الوكالة المجرية للموديلات. في عمر الـ25 قابلت وتزوجت إيطاليا أكبر سنا منها، وحصلت على الجنسية الإيطالية.

## السيرة
في عام 1973 حصلت سيسيولينا على بعض الشهرة، عن طريق تقديم برنامج إذاعي على محطة لونا الإذاعية الإيطالية. وفي هذا البرنامج إختارت اسم سيسيولينا كإسم شهرة. دخلت إلونا مجال الإباحية في سنة 1975، عندما مثلت مشهد سحاق في فيلم (The Teasers) بجانب جلوريا جويدا. نشرت سيسيولينا مذكراتها في كتاب عنوانه Confessioni erotiche di Cicciolina، وفي نفس السنة مثلت في فيلم مع الممثل الأمريكي جون هولمز. تزوجت إلونا الرسام والنحات الأمريكي جيف كونز في عام 1991، وكانت في ذلك الوقت تقيم في الولايات المتحدة الأمريكية.

## حياتها السياسية
كانت عضو في حزب الخضر وترشحت عنه في انتخابات البرلمان الإيطالي سنة 1979 ولكنها فشلت. وفي سنة 1985 إنضمت لحزب الإيطاليين الراديكاليين وترشحت مرة تانية في انتخابات البرلمان سنة 1987، ونجحت وحصلت على 20 ألف صوت تقريبا وأصبحت عضو في البرلمان الإيطالي في الفترة من سنة 1987 حتى سنة 1992.
عام 1991 عرضت إلونا جسدها على الرئيس العراقي صدام حسين إذا سحب جيشه من الكويت، لإحباط ما عرف لاحقا باسم حرب الخليج الأولى. جددت لونا عرضها لصدام في أكتوبر 2002، عندما كانت حرب الخليج الثانية تلوح في الأفق. وصرحت قائلة: «أنا مستعدة لأن أفعل ذلك وأنا مغلقة العينين، أود أن أفعل ذلك من أجل السلام».

## روابط خارجية
- إلونا ستالر على موقع IMDb (الإنجليزية)
- إلونا ستالر على موقع الموسوعة البريطانية (الإنجليزية)
- إلونا ستالر على موقع ألو سيني (الفرنسية)
- إلونا ستالر على موقع ميوزك برينز (الإنجليزية)
- إلونا ستالر على موقع أول موفي (الإنجليزية)
- إلونا ستالر على موقع أول موفي (الإنجليزية)
- إلونا ستالر على موقع إن إن دي بي (الإنجليزية)
- إلونا ستالر على موقع أول ميوزيك (الإنجليزية)
- إلونا ستالر على موقع ديسكوغز (الإنجليزية)
- إلونا ستالر على موقع ديسكوغز (الإنجليزية)